# Drongo pailleté
Dicrurus bracteatus
Espèce
Statut de conservation UICN

 LC  : Préoccupation mineure
Le Drongo pailleté (Dicrurus bracteatus) est une espèce d'oiseau de la famille des Dicruridae.

## Étymologie
Drongo est un mot de l'argot australien qui signifie "idiot", probablement  à cause du comportement inhabituel et parfois comique de l'oiseau lorsqu'il descend se percher.

## Description
Généralement silencieux, cet oiseau peut quelquefois pousser des cris amusants, complexes, incroyablement bruyants.
La particularité la plus remarquable de cet oiseau est l'aspect de sa queue longue, croisée et fourchue, les deux moitiés semblant au premier coup d'œil se croiser.
Son plumage noir a des reflets bleus ou pourpres à la lumière du jour.

## Comportement
Quand cet oiseau vient dans les zones habitées, il peut facilement s'apprivoiser en lui lançant des petits morceaux de viande crue qu'il va attraper très facilement avec beaucoup de dextérité.

## Répartition et sous-espèces
Selon la classification de référence du Congrès ornithologique international (15.1, 2025) il se répartit en onze sous-espèces :
- D. b. amboinensis Gray,GR, 1861 — Céram, Ambon, Haruku et Saparua ;
- D. b. buruensis Hartert, 1919 — Buru ;
- D. b. morotensis Vaurie, 1946 — Morotai ;
- D. b. atrocaeruleus Gray,GR, 1861 — Halmahera, Bacan ; Kofiau ;
- D. b. carbonarius Bonaparte, 1850 — Nouvelle-Guinée et îles du détroit de Torrès ;
- D. b. baileyi Mathews, 1912 — Kimberley et Top End ;
- D. b. atrabectus Schodde & Mason, 1999 — péninsule du cap York ;
- D. b. bracteatus Gould, 1843 — façade est de l'Australie ;
- D. b. laemostictus Sclater, 1877 — Umboi, Nouvelle-Bretagne et Lolobau ;
- D. b. meeki Rothschild & Hartert, 1903 — Guadalcanal ;
- D. b. longirostris Ramsay, 1882 — Makira.